# TV Tropes
TV Tropes oder TVTropes ist ein Wiki, das Motive, Topoi, Sujets, Erzählmuster und Konventionen in meist fiktionalen Werken sammelt und beschreibt. Der Name der Seite leitet sich vom englischen Wort trope ab, das ein wiederkehrendes Element in Geschichten bezeichnet. Seit der Gründung der Webseite im Jahr 2004 hat sich der Umfang von der Beschreibung von Topoi im TV und in Filmen auf weitere Medien und einige nicht-fiktionale Themen erweitert.

## Geschichte

### Hintergrund und Anfänge
Der Mitgründer und langjährige Besitzer der Website ist nur unter seinem Pseudonym Fast Eddie bekannt. Er studierte in den 1970er-Jahren am MIT und kam dort erstmals über das Rollenspiel Traveller mit der Fankultur in Kontakt. In den 90er-Jahren war er in der Fangemeinde der Fernsehserie Buffy – Im Bann der Dämonen aktiv, die sich online auf der Seite buffistas.org traf. Die Community entwickelte ein eigenes Jargon für wiederkehrende Motive und Erzählstrukturen in Geschichten, wie die Jungfrau in Nöten. Da sie im Internet keine Seite fanden, die diese Topoi auflistete und beschrieb, gründeten drei Community-Mitglieder um Fast Eddie dann das Wiki TV Tropes. Die Seite ging nach eigenen Angaben im April 2004 online, der erste Artikel behandelte den sogenannten Gilligan Cut. Bei dieser Form des Smash Cuts erklärt eine Figur erst ihre Absichten, wird aber gleich darauf in der genau gegenteiligen Situation gezeigt.
2007 wurde die Seite um ein eigenes, zunächst phpBB-basiertes Internetforum erweitert.

### Umgang mit nicht jugendfreien Inhalten (‚The Google Incident‘)
Im Oktober 2010 stellte Google fest, dass die Seite auch nicht jugendfreie Inhalte enthielt. Da das gegen die Nutzungsbedingungen von AdSense verstieß, wurden die Werbeeinblendungen, eine der Haupteinnahmen der Webseite, vorübergehend zurückgezogen. Daraufhin wurde für einige Wikiseiten eine einfache Altersabfrage eingerichtet.
Nach einer weiteren Beanstandung von Google im Jahr 2012 änderte TV Tropes seine Richtlinien für Seiten zu pornografischen Inhalten und Vergewaltigungstopoi und löschte viele dieser Einträge. Nachdem kurzzeitig alle Seiten mit dem Wort „rape“ (‚Vergewaltigung‘) gelöscht worden waren, wurden im Zuge der Beschwerde auch weitere Probleme mit teils sexistischen Inhalten offenbar. Fast Eddie erklärte daraufhin, dass alle Formen der Hassrede nicht toleriert werden.
Die Beschwerden und ihre Auswirkungen wurden im Nachhinein als „The [First and Second] Google Incident“ (‚der [erste und zweite] Google-Vorfall‘) bezeichnet.

### Kontroversen um Lizenzbedingungen
Die Inhalte von TV Tropes wurden seit April 2008 ausdrücklich unter der Creative Commons Attribution-Share-Alike-Lizenz (CC-BY-SA) veröffentlicht. Im Juli 2012 änderte die Website ihren Lizenzhinweis in die inkompatible Version Attribution-Noncommercial-Share-Alike (CC-BY-NC-SA). Im November 2013 erklärte TV Tropes auf einer Verwaltungsseite, dass alle Mitwirkenden dazu verpflichtet seien, der Website unwiderruflich und exklusiv das Eigentum an ihren Beiträgen zu gewähren. Im März 2015 wurde diese Klausel entfernt und durch die Versicherung ersetzt, dass TV Tropes keinen Anspruch auf das Eigentum dieser Inhalte erhebe. Es sei außerdem nicht erforderlich, die Mitwirkenden zu nennen, obwohl die Creative-Commons-Lizenz eine Zuordnung und Namensnennung verlangt.
Nach diesen Änderungen wurde ein neues Wiki namens All The Tropes gegründet, das ab 2013 den gesamten Inhalt von TV Tropes als Abspaltung mit der ursprünglichen CC-BY-SA-Lizenz übernahm.

### Neues Management
Im November 2014 verließ Fast Eddie TV Tropes, seitdem leiten Chris Richmond und Drew Schoentrup das Unternehmen. Mit einer Crowdfunding-Kampagne sammelten sie über 100.000 US-Dollar, um die Webseite technisch zu überarbeiten.

## Beschreibung

### Inhalte und Aufbau
Ursprünglich analysierte die Seite vor allem Fernsehproduktionen, was sich noch heute in ihrem Namen ausdrückt. Mittlerweile werden auf der Seite fiktionale Werke in fast allen Medien und Genres gesammelt und untersucht. Dazu zählen zum Beispiel Filme, Romane, Bühnenwerke, Computer- und Gesellschaftsspiele, Anime und Manga, Comics, Fan-Fiction, Wrestling, Werbung, Audio-Produktionen, bildende Künste, Märchen oder Mythen. Außerdem werden auch nicht-fiktionale Themen wie Onlinemedien, Religion, Sport, Spielzeuge, Freizeitparks oder allgemein Dinge oder Ereignisse im „Real Life“ behandelt.
Die Website enthält vor allem Einträge zu Werken und Motiven, den tropes. Ein Artikel über ein Werk enthält eine kurze Zusammenfassung oder Beschreibung, zusammen mit einer Liste der dort entdeckten tropes. Die trope-Seiten bilden die Umkehrung dazu: Sie beschreiben den Topos und enthalten dann eine Liste der Anwendungen dieses Motivs in verschiedenen Werken. Der Eintrag Captain Obvious beschreibt beispielsweise einen Hinweis auf eine offensichtliche Tatsache, also eine selbstverständliche und überflüssige Aussage. Der Artikel führt auf, dass dieses Stilmittel beispielsweise in einem Programm des Komikers Dara Ó Briain, in dem Märchen „Des Kaisers Nachtigall“, in der Serie Homestar Runner oder in der Wikipedia verwendet wird. Neben der ursprünglichen Verwendung des Motivs („straight“) können sie auch Fälle umfassen, in denen es überspitzt, parodiert, invertiert, impliziert oder dekonstruiert wird.
Zusätzlich gibt es weitere Kategorien und Namensräume, die zusätzliche Funktionen und Informationen bieten. Neben dem Hauptnamensraum (oft „Main“) werden beispielsweise unter der Bezeichnung „Your Mileage May Vary“ (kurz YMMV, auf Deutsch etwa ‚deine Meinung mag anders sein‘) subjektive Bewertungen, Fan-Reaktionen und Meinungen gesammelt. Auch die unterschiedlichen Sprachversionen werden so umgesetzt, insgesamt gibt es Artikel in 15 verschiedenen Sprachen. Die meisten Inhalte sind allerdings nur auf Englisch verfasst.
Mit etwa 500.000 Artikeln gilt TV Tropes als eines der größten Wikis, das nicht auf MediaWiki aufbaut.

### Organisation
Als Wiki werden die Inhalte der Webseite von den Nutzerinnen und Nutzern kollaborativ geschrieben. Seit dem „Google Incident“ im Oktober 2010 ist das Bearbeiten einer Seite nur noch mit einem Benutzerkonto möglich. Die Verwaltung der Seite ist in mehreren Ebenen organisiert: Unter den Administratoren, den bezahlten Mitarbeitenden der Webseite, gibt es eine Gruppe von freiwilligen Moderatoren, die das Wiki und das Forum betreuen. Daneben gibt es noch weitere administrative Rollen.

### Selbstverständnis und Stil
Im Gegensatz beispielsweise zur Wikipedia gibt es bei TVTropes keine Anforderungen an die Relevanz eines Werkes. Aussagen müssen auch nicht durch Belege nachgewiesen werden. Als Projekt von und für Fans soll die Webseite und die Mitarbeit daran vor allem unterhaltend sein und Spaß machen. Der Schreibstil der Einträge ist daher nicht wissenschaftlich, sondern eher informell und humorvoll. Der Science-Fiction-Autor Bruce Sterling meint, einige der Artikel seien für trockene Fan-Fiction-Analysen überraschend gut geschrieben. Einem Kommentator zufolge ermöglicht die Herangehensweise von TV Tropes, dort die pikanten Details und Meinungen zu finden, die in der Wikipedia oft nicht auftauchten.

## Rezeption
TV Tropes wird überwiegend als unterhaltsame Webseite wahrgenommen, die interessante Einblicke in Erzählmuster gibt und auch beim Schreiben eigener Geschichten hilfreich sein kann. Laut einem Kommentator auf Zeit Online „schärft [TV Tropes] einen kritischen Blick auf die Rollenmuster und die Erzählabsichten hinter den Geschichten“. Es wird auch angemerkt, dass man sich zwar stundenlang auf der Seite verlieren könne, aber es schwer sei, sich dort zurechtzufinden. Der Drehbuchautor und Schreibcoach Frank Raki hält TV Tropes auf seinem Blog für „die ultimative Webseite für Drehbuchautoren und alle Comic-, Film-, und TV-Junkies“. Ein Artikel im Magazin Slate erläutert, dass die Webseite verdeutliche, dass keine Geschichte vollständig neu sei, sondern aus immer wieder anders kombinierten und erzählten Versatzstücken zusammensetze. Das könne dem eigenen kreativen Schaffen eine neue Perspektive geben. Darüber hinaus sei die Seite ideal zur Prokrastination geeignet.
In der Wissenschaft wird TV Tropes für nicht akademisch und unzuverlässig, aber trotzdem nützlich gehalten. Die Seite sei ein hervorragendes Beispiel für Linked Data, und ein Beweis für die Kraft der gemeinschaftlichen Verknüpfung von Informationen. Der amerikanische Ökonom Robin Hanson schreibt auf seinem Blog, dass TV Tropes eine hervorragende Quelle für eine datenbasierte Analyse von Fiktion sein könne.

## Spin-Offs
Ab 2011 produzierte TV Tropes eine eigene Webserie mit dem Titel Echo Chamber (auf Deutsch: Echokammer). Nach zwei Staffeln folgte 2012 das Alternate Reality Game The Wall Will Fall.